# Pobeg iz Alcatraza
Pobeg iz Alcatraza (angleško Escape from Alcatraz) je ameriški filmski triler iz leta 1979, ki ga je režiral Don Siegel, glavno vlogo v njem pa igra Clint Eastwood. Prikazuje potek pobega iz najstrožje varovanega zapora na otoku Alcatraz.

## Vsebina
Vsebina filma sloni na knjigi Escape from Alcatraz: Farewell to the Rock avtorja J. Campbella Brucea, le-ta pa je bila napisana po resničnih dogodkih. Opisuje zgodbo Franka Morrisa in bratov Anglin, Johna ter Clarenca, ki slovijo po tem, da so edini, ki so kdajkoli uspeli pobegniti iz zapora Alcatraz. Hladen triler ponazarja težke razmere zaporniškega življenja in razmere v zloglasnem zaporu pred njegovim dokončnim zaprtjem, ki se je zgodil takoj po pobegu treh jetnikov.
Na koncu filma je opaziti namig, da naj bi bil pobeg uspešen, vendar je uspeh pobega še dandanes vprašljiv, saj ubežnikov ni nihče nikoli več videl.

## Igralska zasedba
- Clint Eastwood - Frank Morris
- Larry Hankin - Charley Butts
- Jack Thibeau - Clarence Anglin
- Fred Ward - John Anglin
- Patrick McGoohan - Warden
- Paul Benjamin - English
- Frank Ronzio - Litmus
- Roberts Blossom - Chester »Doc« Dalton
- Bruce M. Fischer - Wolf Grace
- Fred Stuthman - Johnson
- David Cryer - Wagner
- Madison Arnold - Zimmerman